# Стрельцов (фильм)

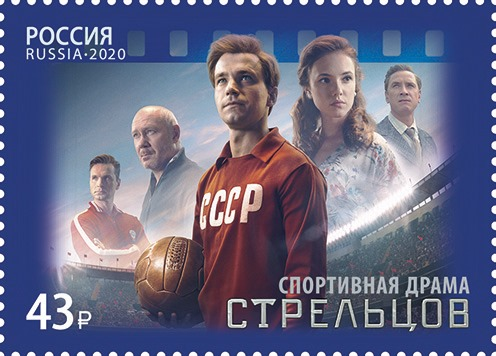
Почтовая марка России 2020 года, посвящённая фильму

«Стрельцо́в» — российский биографический спортивно-драматический фильм режиссёра Ильи Учителя. Фильм повествует о судьбе легендарного советского футболиста Эдуарда Стрельцова и его пути от звёздной карьеры до тюремного заключения. Роль Стрельцова исполняет актёр Александр Петров.
Премьера фильма была запланирована на 16 апреля 2020 года, но потом была перенесена из-за пандемии коронавируса. Премьера фильма состоялась 24 сентября 2020 года. В первые два уик-энда фильм возглавлял российский прокат.
Стал самым популярным фильмом в онлайн-кинотеатре Okko в ноябре 2020 года.
Удостоен премии «Золотой орёл» за 2020 год в номинации «Лучший монтаж фильма».
Премьера фильма на ТВ состоялась 3 февраля 2021 года на телеканале «Кинопремьера».

## Сюжет
В заводской команде «Фрезер» играет молодой, подающий надежды футболист Эдуард Стрельцов. По дороге на товарищескую игру с московским «Торпедо» Стрельцов заглядывает в баню, где за буфетной стойкой работает его подруга Марина, чтобы позвать её. Но Марина не может уйти, из-за того что трое посетителей отказываются платить. Стрельцов заключает с посетителями пари: они заплатят, если он тысячу раз «набьёт» мяч. Стрельцов выигрывает спор, но опаздывает к началу матча, и «Фрезер» без него пропускает три мяча. Стрельцов помогает команде отыграться, матч заканчивается вничью. На футболиста обращают внимание тренер «Торпедо» Виктор Маслов и нападающий Артёмов.
Дома Стрельцов рассказывает матери, что его пригласили в «Торпедо» и полушутя заявляет, что не горит желанием, так как здесь у него девушка и все друзья. Мать ругается с сыном, но Стрельцов на самом деле рад полученному шансу начать профессиональную футбольную карьеру.
Одновременно с приходом в команду Стрельцова в администрации «Торпедо» появляется новый сотрудник: идеологический отдел возглавляет чиновник Юрий Дмитриевич Постников. На одном из заседаний Постников обращает внимание, что Стрельцов не присоединяется к публичному осуждению пьяницы-вратаря и не голосует за отчисление из команды.
Заменив Артёмова в матче «Торпедо» против московского «Спартака», Стрельцов забивает решающий гол. Затаивший зло Артёмов ночью подставляет Стрельцова: спаивает его и громит его номер в гостинице. Но команда заступается за Стрельцова перед Масловым, и тот выгоняет Артёмова из команды.
Стрельцов становится ключевым игроком «Торпедо». Добившись славы и успеха, он ведёт разгульный образ жизни с Мариной и своими друзьями детства. Это не нравится Постникову, и он препятствует попаданию Стрельцова в сборную СССР. На одну из тренировок «Торпедо» Постников приводит свою сотрудницу Аллу, чтобы она подготовила Стрельцова ко вступлению в комсомол. Между Стрельцовым и Аллой возникает взаимная симпатия, но экзамен на вступление в ВЛКСМ Стрельцову с первого раза сдать не удаётся.
На матче между московскими «Торпедо» и «Динамо» Стрельцов снова встречается со своим давним неприятелем Артёмовым. Поддавшись на провокацию, Стрельцов серьёзно травмирует Артёмова. Постников ставит вопрос об отчислении Стрельцова, но Маслов берёт всю вину на себя и сам уходит в отставку. В качестве благодарности тренеру Стрельцов серьёзно готовится к переэкзаменовке, вступает со второго раза в комсомол и попадает в сборную СССР.
В полуфинале Олимпиады 1956 года в Мельбурне СССР встречается с Болгарией. Во втором тайме дополнительного времени болгары забивают первый гол, но благодаря Стрельцову СССР одерживает волевую победу в меньшинстве и в итоге выигрывает Олимпиаду. Вернувшись домой, Стрельцов устраивает для Аллы романтический ужин прямо на футбольном поле и делает ей предложение. Вскоре об этом узнаёт Постников, который также ухаживает за Аллой.
Год спустя сборная СССР отправляется в Лейпциг на матчи отборочного этапа к чемпионату мира 1958 года. Стрельцов опаздывает на поезд из-за того, что проспал, и пытается догнать поезд на машине. Министр путей сообщения приказывает остановить экспресс в Можайске, но и туда Стрельцов опаздывает (либо же поезд не останавливается, вопреки приказу). Тогда Стрельцов обращается за помощью к водителю грузовика. Водитель догоняет поезд, и Стрельцов перепрыгивает в вагон из кузова прямо на ходу.
Со Стрельцовым сборная СССР впервые в истории попадает на чемпионат мира. Стрельцова лично награждают орденом «Знак почёта». Отмечая выход из группы, Стрельцов из-за Аллы ссорится с Постниковым и бьёт его кулаком в лицо на глазах у британского журналиста.
За день до отъезда команды на сборы Стрельцов в экстренном порядке расписывается с Аллой, а к Постникову приходит Марина и жалуется, что его сотрудница увела у неё парня. Постников и Марина строят против Стрельцова вероломный план.
Ночью на базу сборной СССР приходит Вася, старый друг Стрельцова. Он приглашает его на дачу где-то поблизости: отметить женитьбу и проститься с друзьями юности. Там Марина спаивает Стрельцова, уводит к себе в комнату и кричит в окно, что её насилуют. На крик прибегают помощники Постникова, специально приехавшие сюда и вместе с Постниковым ожидавшие в автомобиле…
Постников убеждает Хрущёва, что такой футболист не нужен стране. Тем более, журналист в английской газете описал увиденную им драку. Брежнев пытается заступиться, но Хрущёв читает газету и верит Постникову. Стрельцова осуждают на 12 лет лишения свободы. Алла, поверившая в вину мужа, разводится с ним. Позже выясняется, что она беременна от Стрельцова. К Алле в больницу приходит Постников и делает ей предложение, но она отказывает.
Через пять лет Хрущёва смещают, и Стрельцова выпускают на свободу. Его из тюрьмы встречает Маслов. Он снова занимается со Стрельцовым: помогает ему восстановить форму, вернуться в «Торпедо» и в сборную СССР, в тренерский штаб которой теперь входит Артёмов. Бывшие неприятели мирятся.
Стрельцов знакомится с дочерью Милой, но не рассказывает ей правды. Алла, не простившая бывшего мужа, даёт понять, что не хочет его видеть. Тогда Стрельцов приходит к Марине и требует, чтобы она рассказала Алле правду. Марина соглашается, потому что на самом деле она не желала Стрельцову зла — Постников пять лет назад убедил Марину, что Стрельцова оправдают.
Грядёт товарищеский матч между сборными СССР и Бразилии, на который приедет Пеле. Стрельцов заявлен на этот матч, потому что Хрущёва на посту генерального секретаря ЦК КПСС сменил Брежнев, лояльный к Стрельцову. Весь стадион с нетерпением ждёт возвращения футболиста на поле, но прямо во время представления команд в раздевалку заходит Постников и говорит, что лично подал ходатайство об отстранении Стрельцова от игры. Судье остаётся только подчиниться, и Стрельцова заменяют Банишевским. Это решение вызывает бунт со стороны фанатов: они скандируют фамилию Стрельцова и жгут газеты. Из-за беспорядков на трибунах начало матча задерживается. Игра под угрозой срыва, но звонок Брежнева расставляет всё по своим местам.
Постников смещён с должности, а Стрельцов выходит на поле. Он видит на трибунах Аллу и Милу, знакомится с Пеле. Матч начинается, первый удар Стрельцова по мячу завершает фильм.
Во время финальных титров под песню «Команда молодости нашей» в исполнении Людмилы Гурченко на экране идут документальные кадры с участием Стрельцова.

## В ролях
| Актёр              | Роль                           |
| ------------------ | ------------------------------ |
| Александр Петров   | Эдуард Стрельцов               |
| Александр Яценко   | Юрий Дмитриевич Постников      |
| Стася Милославская | Алла Деменко (Стрельцова)      |
| Виктор Добронравов | Артёмов                        |
| Алексей Морозов    | Аркадий Иванович Добровольский |
| Надежда Маркина    | Софья Стрельцова мать Эдуарда  |
| Ефим Петрунин      | Валентин Иванов                |
| Виталий Хаев       | Виктор Маслов                  |
| Владимир Большов   | Гавриил Качалин                |
| Василий Мищенко    | Никита Хрущёв                  |
| Алексей Колган     | Леонид Брежнев                 |
| Ася Домская        | Марина Лебедева                |
| Максим Емельянов   | Василий старый друг Стрельцова |
| Леонид Громов      | председатель комиссии          |
| Анна Уколова       | уборщица ЗАГСа                 |
| Денис Казанский    | советский комментатор          |
| Дэниел Барнс       | журналист британского издания  |

### Комментарии
1. ↑  В реальной жизни Вячеслав Артёмов никогда не играл в «Торпедо». Играя за минский «Спартак», Артёмов действительно получил травму в столкновении со Стрельцовым
2. ↑  В реальной жизни Виктор Маслов проработал в «Торпедо» до конца 1961 года.
3. ↑  В реальной жизни Стрельцов сравнял счет в полуфинале игры с болгарами и сделал голевую передачу. В финальном матче с Югославией участие не принимал по решению тренера Гавриила Качалина — из-за травмы Валентина Иванова Качалин посчитал торпедовскую связку Иванов — Стрельцов разорванной и отдал предпочтение спартаковской связке Симонян — Исаев.{{подст:АИ}} В финале Исаев забил победный гол. Олимпийской медали Стрельцов не получил, так как по положению ими награждались только участники финального матча.
4. ↑  В реальной жизни поезд по приказу министра путей сообщения действительно остановился в Можайске и подобрал опоздавшего Стрельцова.
5. ↑  В реальной жизни Эдуард Стрельцов и Алла расписались 25 февраля 1957 года, а история с изнасилованием на даче случилась 25 мая 1958 года.
6. ↑  В реальной жизни было начато уголовное дело по двум заявлениям об изнасиловании, и вместе со Стрельцовым в деле проходили футболисты Татушин и Огоньков, а также две других девушки. Среди улик, изобличавших Стрельцова, было расцарапанное лицо, следы укуса на пальце.
7. ↑  В реальности Стрельцова из тюрьмы встречал Виктор Шустиков
8. ↑  В реальной жизни Вячеслав Артёмов никогда не тренировал сборные команды СССР.
9. ↑  В реальной жизни Эдуард Стрельцов не был заявлен на матч СССР — Бразилия 1965 г.